# كرايغ واتكينز
كرايغ واتكينز (بالإنجليزية: Craig Watkins)‏ هو محامي أمريكي، ولد في 16 نوفمبر 1967 في دالاس في الولايات المتحدة.